# Barapali
Barapali é uma cidade  no distrito de Bargarh, no estado indiano de Orissa.

## Demografia
Segundo o censo de 2001, Barapali tinha uma população de 19,154 habitantes. Os indivíduos do sexo masculino constituem 51% da população e os do sexo feminino 49%. Barapali tem uma taxa de literacia de 66%, superior à média nacional de 59.5%; com 59% para o sexo masculino e 41% para o sexo feminino. 12% da população está abaixo dos 6 anos de idade.